# 三國月々子
三國 月々子（みくに つづこ）は、日本の女性脚本家。大分県大分市出身。アンドリーム（&REAM）所属。

## 略歴
『めおと蝶』が日本民間放送連盟賞優秀賞を受賞。

## 作品

### テレビドラマ
- 土曜ドラマ『母、帰る～AIの遺言～』（2019年、NHK）
- 山本周五郎時代劇 武士の魂 『茶摘は八十八夜から始まる』（2017年、BSジャパン）
- 山本周五郎人情時代劇 『めおと蝶』（2016年、BSジャパン）
- 男と女のミステリー時代劇 『あだ討ち』『婿入り試験』『上州からの客人』（2016年、BSジャパン）
- とげ 小市民 倉永晴之の逆襲（2016年、東海テレビ）
- 母、帰る～AIの遺言～（2019年、NHK）
- 夫婦が壊れるとき（2023年、日本テレビ）

### オーディオドラマ
- FMシアター　船を待つ（2020年10月17日、NHK-FM）
- FMシアター　ロダンとカミーユ、あるいはルイーズ（2021年1月15日、NHK-FM）
- 新日曜名作座　タラント（2023年4月2日 - 5月7日、全6回、NHKラジオ第1）

### 舞台
- 江戸桜兄弟譚（2013年、豊富座）

### 小説
- レイワ怪談　十六夜の章（2020年）
- おちょやん　初恋編／結婚編／女優編（2021年）
- 剣客商売（漫画脚本）（2022年）
- 鬼切の子Ⅰ（2023年）
- 鬼切の子Ⅱ（2023年）
- 好きでも嫌いなあまのじゃく（2024年、原作：柴山智隆／コロリド／ツインエンジン）

### アニメ
- ヒーローマスク（2019年）